# Krunoslav Slabinac
Krunoslav Kićo Slabinac (Osijek, 28. ožujka 1944. – Zagreb, 13. studenoga 2020.) bio je jedan od najpoznatijih hrvatskih pjevača svog vremena, gitarist, skladatelj i aranžer.
Osnivač je rock sastava Dinamiti (koji su se prvotno zvali Tornado i Kon Tiki) te s njim ostvario prve uspjehe u karijeri. Nakon povratka s odsluženja vojnoga roka svoju je glazbenu karijeru nastavio kao solo izvođač te se preselio u Zagreb gdje je izvodio pjesme Toma Jonesa i Elvisa Presleyja. Na opatijskom festivalu 1970. godine pobijedio je s pjesmom Više nećeš biti moja kojoj je autor Aleksandar Korač. Nakon što je sredinom 1970-ih godina boravio u Sjedinjenim Državama, po povratku u zemlju okrenuo se izvornoj narodnoj glazbi s kojom je postigao velik uspjeh.
Tijekom svoje dugogodišnje karijere (preko 40 godina), Slabinac je surađivao s brojnim autorima poput Đorđa Novkovića, Zdenka Runjića, Arsena Dedića, Drage Britvića i mnogih drugih.

## Životopis

### Tornado, Kon Tiki i Dinamiti
Krunoslav Kićo Slabinac rođen je 28. ožujka 1944. godine u Osijeku. Glazbom i glumom počeo se baviti još u osnovnoj školi. Svirao je tamburicu i glumio u dječjem kazalištu. Krajem 1950-ih godina počeo je slušati glazbu Elvisa Presleyja te je tamburu zamijenio gitarom. Ubrzo je krenuo u glazbenu školu gdje je na gitari učio svirati klasičnu glazbu ali mu se to baš i nije svidjelo. U to vrijeme, početkom 1960-ih, zajedno s tamburaškim virtouzom Antunom Nikolićem Tuceom, Albertom Krasnićem, Vladimirom Lazićem i Miroslavom Šaranovićem osniva prvo rock sastav Tornado, zatim Kon Tiki i na kraju Dinamite. Bili su na natjecanju rock sastava u Zagrebu i Beogradu gdje su oba puta pobijedili. Dinamiti su osim rock and rolla svirali i druge žanrove, a kasnije su otišli svirati po njemačkim klubovima gdje su izvodili pjesme Rolling Stonesa i Kinksa.
Slabinac će prije nego ode na odsluženje vojnoga roka sa sastavom izvesti skladbu "Crying Time" (u to vrijeme veliki hit Raya Charlesa). Nakon što je Slabinac napustio Dinamite, mijenja se gotovo kompletna postava sastava, a umjesto njega na mjesto vokala dolazi Dado Topić.

### Solo karijera
Nakon povratka iz JNA, Slabinac se okreće solističkoj karijeri te se seli u Zagreb gdje je izvodio pjesme Toma Jonesa i Elvisa Presleyja. Pobijedio je na jednom natjecanju pjevača početnika i ubrzo nakon nastupa u jednom zagrebačkom klubu u koji su navraćali poznati glazbenici, upoznaje se sa skladateljom i producentom Nikicom Kalogjerom, koji mu 1969. godine omogućuje nastup na Splitskom festivalu. Slabinac je na festivalu otpjevao zapaženu skladbu „Samo zbog ljubavi”. Prva ploča zvala se „Plavuša“ i polučila je uspjeh. Godinu dana nakon toga na opatijskom festivalu pobjeđuje sa skladbom „Više nećeš biti moja” Aleksandra Korača. Sljedeće godine 1971. na natjecanju za pjesmu Europe (Eurovizija), predstavlja SFRJ te je sa skladbom „Tvoj dječak je tužan” osvojio 14. mjesto.
Krunoslav Slabinac vrlo brzo je postao jedan od najpopularnijih pjevača na prostoru SFR Jugoslavije, a njegove skladbe „Plavuša”, „Pokloni mi jedan dan”, „Zbog jedne divne crne žene”, „Tri slatke riječi” postale su uspješnice i donijele mu uspjeh na glazbenoj estradi.
Sredinom 1970-ih godina jedno vrijeme boravi u Sjedinjenim Državama. Po povratku u zemlju okreće se izvornoj narodnoj pjesmi i tamburici. Veliki uspjeh postiže s narodnom glazbom, ali se redovno pojavljuje i na gotovo svim festivalima zabavne glazbe, gdje na nekima osvaja i prvo mjesto. U svojoj dugogodišnjoj glazbenoj karijeri surađivao je s brojnim autorima glazbe pa su tako između ostalih njegove pjesme potpisivali i Đorđe Novković, Zdenko Runjić, Mario Mihaljević, Arsen Dedić, Maja Perfiljeva, Drago Britvić, Željko Sabol, Kemal Monteno, Hrvoje Hegedušić i ini. U doba pred raspad SFRJ objavljen mu je i dotad najprodavaniji album hrvatskih božićnih pjesama pod nazivom Christmas with Kićo.

### Novije doba
Croatia Records 2006. godine izdaje dvostruki album pod nazivom Zlatna kolekcija, na kojemu se nalaze njegovi najveći hitovi od zabavnih pa sve do izvornih narodnih poput "Kad čujem tambure", "Hej, bećari", "Vesela je šokadija", "Seoska sam lola", "Ako zora ne svane", "Otiš’o je s mirisima jutra", "Inati se Slavonijo", "Slavonijo, ja sam tvoje dijete" i mnoge druge.
Dana 15. studenoga 2008. godine nesretnim slučajem izazvao je prometnu nesreću sa smrtnim posljedicama.
Povodom Dana Osječko-baranjske županije 2. lipnja 2015. godine, a na prijedlog udruge "Put" i Facebook stranice "KOKS - Klub Osječanina Krune Slabinca" dobitnik je nagrade za životno djelo. 
Preminuo je, nakon teške bolesti, u Zagrebu, 13. studenoga 2020. godine u 77. godini života. Postumno je dobio Porina za životno djelo.

## Diskografija

### Albumi
- 1971. - Tvoj dječak je tužan
- 1975. - Hej bećari
- 1976. - Pružimo si ruke
- 1978. - Pusti noćas svoje kose
- 1979. - Seoska sam lola
- 1984. - Krunoslav Slabinac
- 1984. - Vječne melodije
- 1985. - Stani suzo
- 1986. - Dal' se sjećaš
- 1987. - Oj, garava, garava
- 1988. - Tiho, tiho uspomeno
- 1989 - Stop za bajke
- 1991. - Za tebe
- 1992. - Christmas with Kićo
- 1995. - Ako zora ne svane
- 1995. - Sve najbolje
- 2008 - Dignite čaše svatovi
- 2010 - Vesela je Šokadija
- 2006. - Zlatna kolekcija (Croatia Records)

### Singlovi
- 1969. - "Plavuša"
- 1970. - "Cvijet čežnje"
- 1970. - "Ne pitaj s kim ni zašto"
- 1970. - "U dugim noćima"
- 1970. - "Vjenčanja neće biti"
- 1971. - "Čija si"
- 1971. - "Pusti da te vodim"
- 1971. - "Tragovi"
- 1971. - "Tri slatke riječi"
- 1972. - "Zbog jedne divne crne žene"
- 1973. - "Idi"
- 1973. - "Plavi pingvin"
- 1974. - "U ime slobode"
- 1979. - "Kad su tukle stare ure"
- 1989 - "Letaj mi gulabe"- jedan od evergreen-a makedonske glazbene scene[9]

### Festivali i kompilacije
- 1969. - Zbog tvoje ljubavi, Split ´69
- 1970. - Cvijet čežnje, Split ´70
- 1971. - Lamento, Split ´71
- 1977. - Rico moja, zlatna rico, Split ´77
- 1979. - Kad su tukle stare ure, Split ´79
- 1979. - Rusule ti nosim,  Split ´79
- 1981. - Cilog su života tonule mi lađe, Split ´81
- 1982. - Moj Marjane, adio, Split ´82
- 1985. - Serenada, Split ´85, I nagrada publike
- 1988. - Marijana, Split ´88
- 1988. - Splitski biseri 1960. – 1970.
- 1989. - Splitski biseri 1970. – 1980.
- 1989. - Nek se toči staro vino, Split ´89
- 1991. - Moja Domovina
- 2002. - Zvuk osamdesetih Zabavna i Pop 1984. – 1985.
- 2003. - Brodfest 2003. - Revija nove domoljubne pjesme
- 2004. - Koprivnica 2004.
- 2006. - Tulum za dušu Vol. 3
- 2007. - Božić dolazi
- 2007. - Da te mogu pismom zvati - Libar IX
- 2008. - Ljubav se zove imenom tvojim

## Nagrade i priznanja
- Red Danice hrvatske s likom Marka Marulića[10]
- Nagrada za životno djelo Osječko-baranjske županije
- Porin za životno djelo (postumno)

## Vanjske poveznice
- Stranice pjevača Krunoslava Kiće Slabinca
- Diskografija Krunoslava Kiće Slabinca